# Biovigilance
 (décembre 2023).
La biovigilance a pour objectif de prévenir les risques liés à l'utilisation des organes, tissus, et cellules du corps humain, ainsi qu'aux produits (autres que les médicaments) qui en dérivent et aux dispositifs médicaux qui les incorporent.
En France, les règles de biovigilance sont définies par décret en Conseil d'État et sont codifiées dans le code de la santé publique. Elles comprennent notamment des tests de dépistage des maladies transmissibles. 
Le système d'organisation de la biovigilance a été revu en 2016. L'activité de greffe en matière de biovigilance dépend désormais de l’Agence de biomédecine.